# Ronnie Waldman
Ronnie Waldman, né le 13 mai 1914 à Londres et mort le 10 mars 1978, est un animateur de radio britannique devenu ensuite producteur de séries et d'émissions de divertissement puis patron d'une coentreprise entre la BBC et Reuters.

## Biographie
Né à Londres, il était le fils de Michael Waldman, maire de Hackney et fit des études au Pembroke College d'Oxford.
D'abord acteur, il devient à tout juste 25 ans l'animateur du programme radio le plus populaire de la BBC Monday Night at eight, diffusé avant la Seconde Guerre mondiale, ainsi que du Puzzle Corner, où les candidats devaient exprimer des vœux qui se réalisaient en cours d'émission. Puis il s'est engagé dans les réservistes de la Royal Air Force pendant la guerre.
Nommé directeur des programmes de divertissements de la BBC en 1948, il devient producteur d'émissions de variétés et donne sa chance au programme  "Eric & Ernie Sory", toujours populaire 60 ans après son lancement. Il fut aussi producteur des premières séries télévisées anglaises de la fin des années 1950, comme Le Troisième Homme ou La deuxième chance. Il est ensuite nommé en 1957 à la tête d'une société révolutionnaire pour l'époque, qui s'appelle à ses débuts "British Commonwealth International Newsfilm Agency (BCINA)", voulue par Sir Ian Jacob, alors directeur général de la BBC. L'idée est de développer un service d'informations télévisées libres de toute emprise politique ou idéologique, en récupérant les catalogues d'archives filmées des filiales anglaises de Gaumont et Paramount,
La société va rapidement ouvrir, sous sa direction, des bureaux en Asie du Sud-est, dès 1958 et sera plus tard rebaptisée Visnews, son capital étant partagé entre la BBC et l'agence de presse Reuters.